# ليونارد نيموي
ليونارد نيموي (بالإنجليزية: Leonard Nimoy)‏ مواليد 26 مارس 1931 في بوسطن، ماساتشوستس، الولايات المتحدة، هو ممثل ومخرج أمريكي بدأ مسيرته الفنية عام 1951. توفي الممثل في السابع والعشرين من فبراير عام 2015 في لوس أنجلوس. بعد معاناة طويلة مع مرض الانسداد الرئوي.

## معرض صور

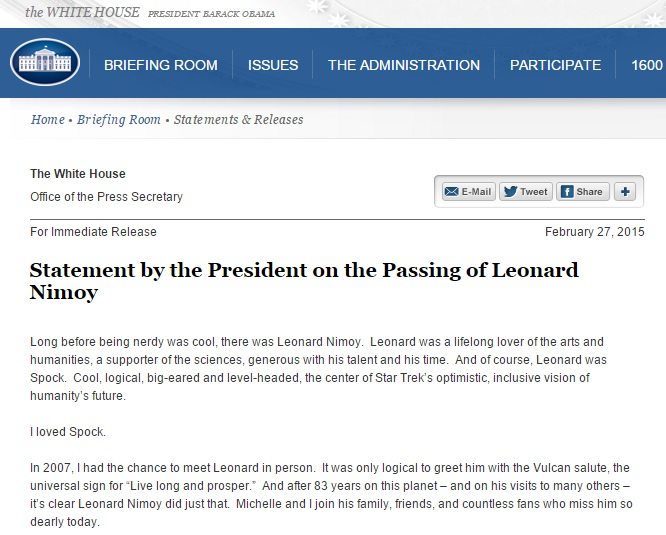
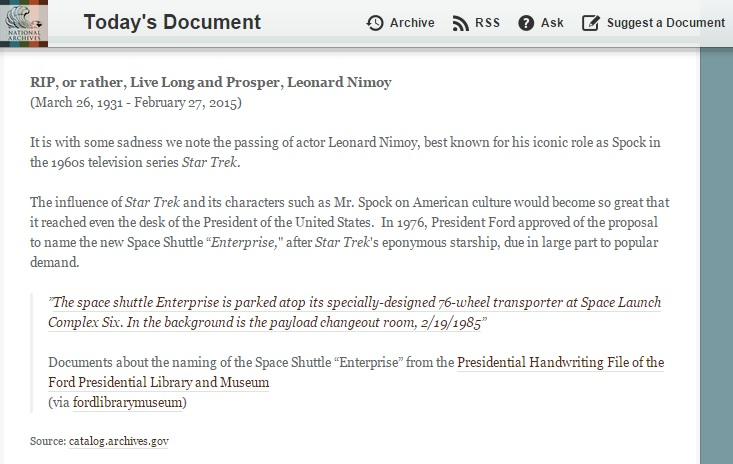
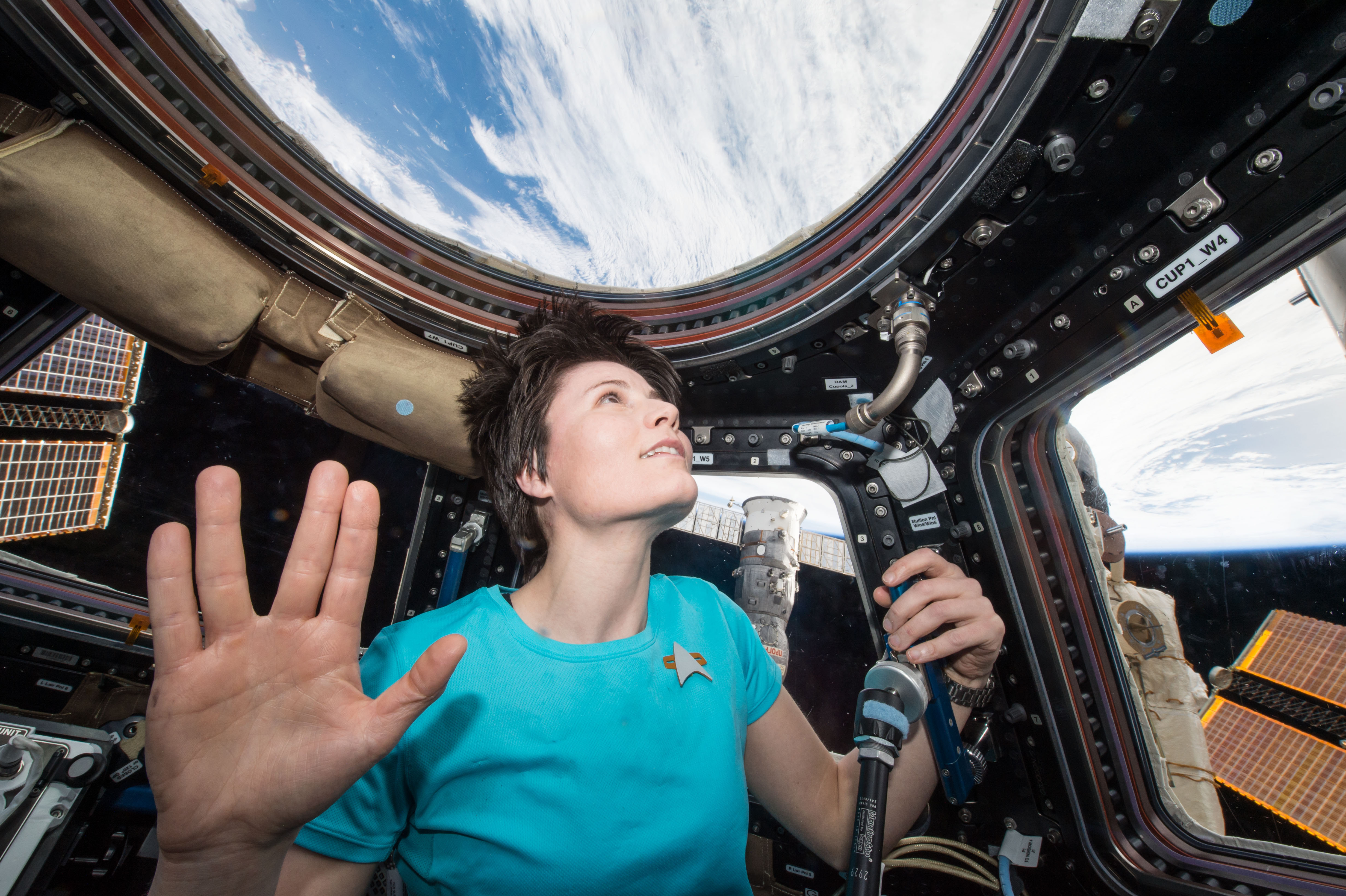
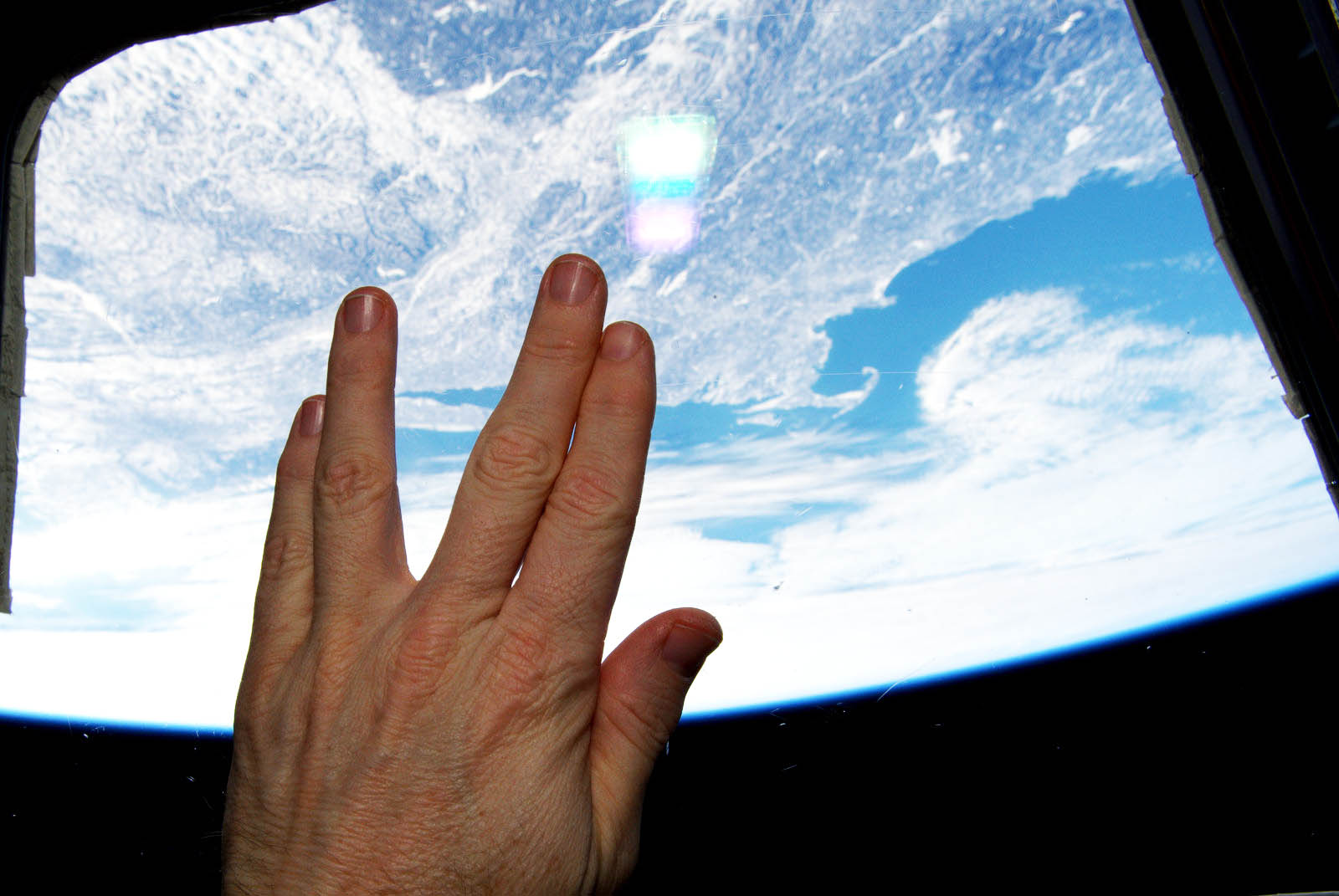

## الأعمال
- توايلايت زون
- دانيال بون
- ثم تشرق الشمس

## وصلات خارجية
- ليونارد نيموي على موقع IMDb (الإنجليزية)
- ليونارد نيموي على موقع ميتاكريتيك (الإنجليزية)
- ليونارد نيموي على موقع الموسوعة البريطانية (الإنجليزية)
- ليونارد نيموي على موقع روتن توميتوز (الإنجليزية)
- ليونارد نيموي على موقع مونزينجر (الألمانية)
- ليونارد نيموي على موقع ألو سيني (الفرنسية)
- ليونارد نيموي على موقع ميوزك برينز (الإنجليزية)
- ليونارد نيموي على موقع تيرنر كلاسيك موفيز (الإنجليزية)
- ليونارد نيموي على موقع أول موفي (الإنجليزية)
- ليونارد نيموي على موقع بوكس أوفيس موجو (الإنجليزية)